# سد خلیفه لو خرم دره
سد خلیفه لوی خرم دره یکی از سدهای شهرستان خرم دره در استان زنجان است که در سال ۱۳۷۸ ساخته و در سال ۱۳۸۰ افتتاح گردید.
1. ↑  «نسخه آرشیو شده». بایگانی‌شده از اصلی در ۷ آوریل ۲۰۱۴. دریافت‌شده در ۵ آوریل ۲۰۱۴.